# Roeslan Kambolov
Roeslan Aleksandrovitsj Kambolov (Russisch: Руслан Александрович Камболов) (Vladikavkaz, 1 januari 1990) is een Russisch voetballer die bij voorkeur als verdediger speelt. Hij verruilde in januari 2014 FK Neftechimik Nizjnekamsk voor Roebin Kazan. Hij debuteerde in 2015 in het Russisch voetbalelftal. Kambolov nam in juni 2017 met gastland Rusland deel aan de FIFA Confederations Cup 2017, waar het in de groepsfase werd uitgeschakeld.
2 Teslenko ·
4 Martynovitsj ·
5 Asjoermatov ·
6 Iwu ·
7 Ranđelović ·
8 Lisakovitsj ·
9 Lomovitski ·
11 Koeznetsov ·
15 Vujačić ·
18 Apsjatsev ·
19 Ivanov ·
20 Fameyeh ·
21 Zotov ·
22 Djoepin ·
23 Bezroekov ·
24 Čumić ·
25 Konovalov ·
26 Drezgić ·
27 Gritsajenko ·
30 Vada ·
31 Rybus ·
33 Rachmonalijev ·
44 Daku ·
50 Sjamov ·
51 Rozjkov ·
66 Janovitsj ·
70 Kaboetov ·
80 Sorokin ·
99 Ismagilov ·
Coach: Oetkoelbajev